# سينتيا زينون
سينتيا زينون(9 يونيو 1986-) مقدمة برامج وممثلة لبنانية

## حياتها ومشوارها المهني
درست في مدرسة’Sainte Famille Francaise Fanar’ وتخرجت في عام 2004.درست التصميم البياني "Graphic Design “ ثم حصلت على درجة الماجستير في الإعلان من جامعة الروح القدس - الكسليك سنحت لها الفرصة وكالة اعلانات معروفة لاكتشاف موهبة التمثيل لديها، وبدأت التصوير لعديد من الاعلانات.
بدأت مسيرتها الفنية التلفزيونية عام 2006 كمقدمة ومنفذة برنامج شيك ناو على قناة الآن تعرفت من خلالها على أهم الأسماء في مجال تصميم الأزياء إنتقلت عام 2013 لتقدم برنامج «ان تش» على المؤسسة اللبنانية للإرسال ثم برنامج بتحلى الحياة عام 2017، عام 2018 قامت بتقديم حفل النسخة الرابعة من مسابقة أفضل مصمم شاب في بيروت

## أعمالها

### تقديم البرامج
| البرنامج     | القناة                           | العام          |
| ------------ | -------------------------------- | -------------- |
| شيك ناو      | قناة الآن                        | 2006-2013      |
| In touch     | ال بي سي، قناة الانتشار اللبناني | 2013-2015      |
| بتحلى الحياة | ال بي سي، قناة الانتشار اللبناني | 2015- حتى الآن |
| بتحلى برمضان | ال بي سي، قناة الانتشار اللبناني | رمضان2019      |

### في التمثيل
| سنة الإنتاج | المسلسل | الشخصية |
| ----------- | ------- | ------- |
| 2015        | قلبي دق | سينتيا  |
| 2020        | غربة    | نينا    |